# Ehrlichkeit
Ehrlichkeit bezeichnet die sittliche Eigenschaft des Ehrlichseins (von HP Flohr „ehrlich“, ahd. „êrlîh“, mhd. „êrlîch“) und wird heute meist in der Bedeutung von Redlichkeit, Aufrichtigkeit, Wahrhaftigkeit, Offenheit, Geradlinigkeit und Fairness verwendet.
Die Ehre (Ehrenhaftigkeit) als persönliches Attribut kann als Ergebnis der Ehrlichkeit (ehrlichen Verhaltens) angesehen werden.
Parallel dazu läuft die Entwicklung von „ehrlich“ und „Ehrlichkeit“.
Bis vor einigen Jahrzehnten verstand man unter einem ehrlichen Menschen ausschließlich einen Menschen, der nicht lügt und nicht stiehlt: So lautete die Forderung seit der Pädagogik der Aufklärung. Die Erziehung zur Ehrlichkeit oder – negativ gewendet – die Verabscheuung der Lüge blieb ein zentrales Anliegen erzieherischer Praxis.
In neuerer Zeit – kurz nach dem Zweiten Weltkrieg durch literarische Werke wie etwa Osbornes Look back in Anger („Blick zurück im Zorn“) oder Kingsley Amis’ Lucky Jim angebahnt – hat sich eine Bedeutungserweiterung vollzogen: Als „ehrlich“ werden mittlerweile auch jene Menschen bewertet, die zu sich selbst, ihren Macken, ihren Defiziten, ihren entwicklungsbedingten Störungen usw. (reflektiert) stehen und nichts beschönigen oder dramatisieren. Unterschieden wird Ehrlichkeit im Reden, was bedeutet, die Wahrheit zu sagen, und die Ehrlichkeit im Verhalten, zum Beispiel um andere nicht zu manipulieren, nicht zu täuschen, um anderen nicht zu schaden oder einen Auftrag (ohne einen eigenen Vorteil wahrzunehmen und im Sinne eines fairen Auftraggebers) sachlich zu Ende zu bringen.